# 神性

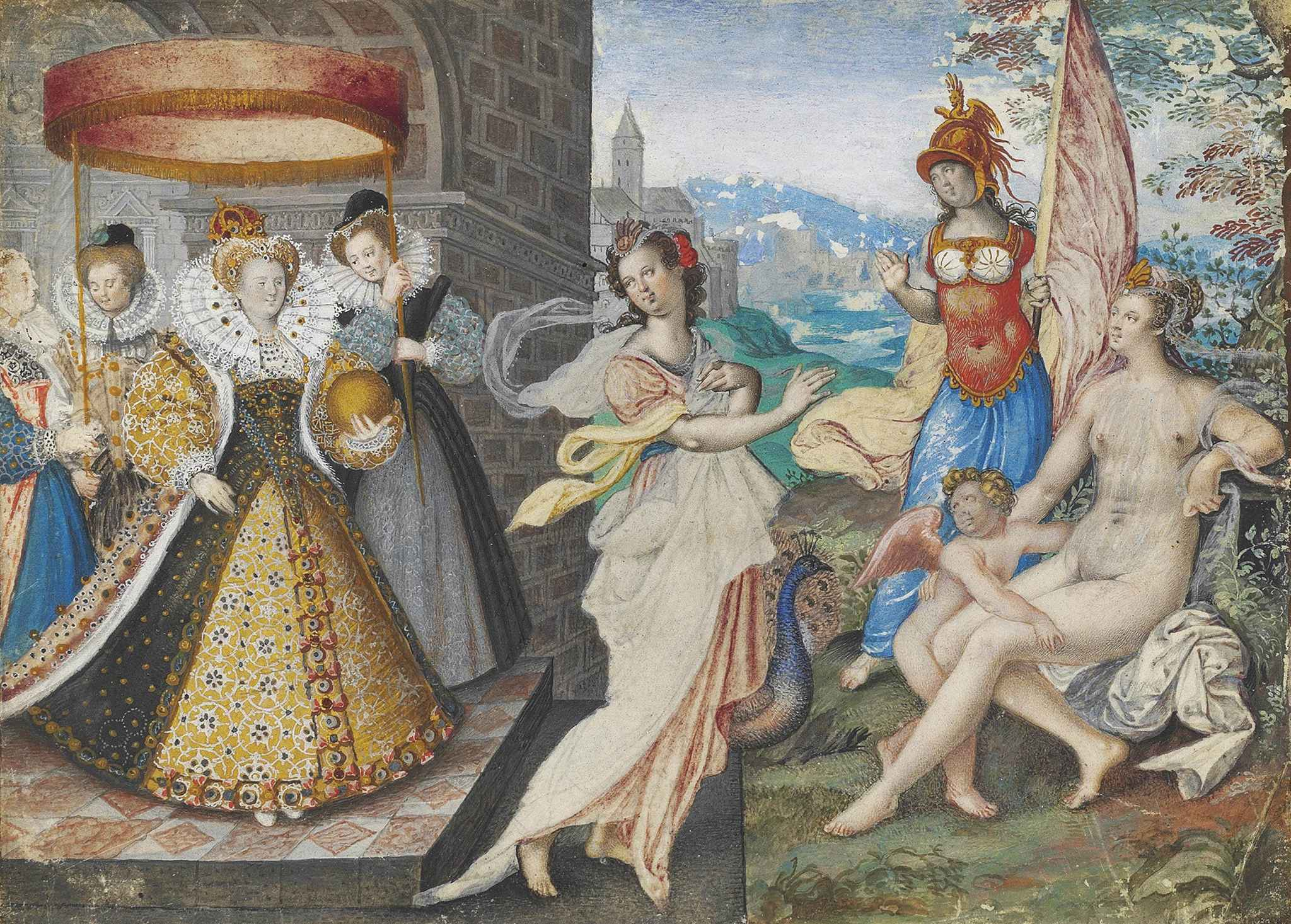
《伊丽莎白一世与三女神》（茱諾、弥涅耳瓦和维纳斯），由艾萨克·奥利弗绘制，约1558年

神性是神的性质，是假定的神与凡人之间的根本差异。在古希腊罗马神话中，神性体现在人终有一死与神的永生。在犹太教、基督教和伊斯兰教（亚伯拉罕一神教）中，神性体现在受造物与造物主之间的差异。而在某些文化中，动物也具有一般或特定的神性，例如熊崇拜。